# Азеррад, Майкл
Майкл Азеррад (англ. Michael Azerrad; 8 мая 1961, Нью-Йорк, США) — американский писатель, журналист, редактор и музыкант. Выпускник Колумбийского университета, известен по публикациям в таких изданиях, как Spin, Rolling Stone и The New York Times. Автор книги «Come as You Are: The Story of Nirvana», которая была названа журналом Q одной из «50 величайших рок-биографий всех времён». Выпущенная в 2001 году ещё одна его книга «Our Band Could Be Your Life» — сборник кратких очерков об известных инди-группах, также получила крайне высокие оценки со стороны критиков.

## Биография
Азеррад вырос в Нью-Йорке. В 1983 году получил степень бакалавра в Колумбийском университете. Его отец был арт-директором NBC, мать — старшим консультантом в области искусства и технологий, компьютерной консалтинговой фирмой в Сан-Франциско. Во время учебы в университете он был соседом по комнате клавишника-виртуоза Марка Капелле (позже стал членом группы American Music Club), с которым играл в одной из любительских групп. 21 мая 1988 года женился на Джулии Барнетт.

## Карьера в журналистике
По окончании колледжа Азеррад играл на ударных в нескольких небольших группах, после чего начал карьеру в музыкальной журналистике. Помимо публикаций в журналах Spin, Musician и Details, а также сочинения материала для новостной телепередачи MTV News (в период с 1987 по 1992 годы), Азеррад написал несколько сотен статей для Rolling Stone (с 1987 по 1993 годы), включая оттиски о группах B-52 и Nirvana, после чего стал внештатным редактором этого издания. С тех пор неоднократно публиковался на страницах: The New Yorker, Mojo, Italian GQ и New York Times, а также Spin и Revolver.
В 1993 году была опубликована его книга «Come as You Are: The Story of Nirvana» посвящённая истории группы Nirvana, релиз которой состоялся за шесть месяцев до смерти её фронтмена — Курта Кобейна. Азеррад много месяцев брал интервью у членов группы и их друзей, а также родственников и коллег коллектива. Кобейн и другие участники Nirvana делились с ним разнообразными архивными материалами, многие из которых были опубликованы в книге. В 2000 году журнал Q отметил эту книгу в числе «50 величайших рок-биографий всех времён».
В 2001 году была издана вторая книга Азеррада «Our Band Could Be Your Life», представляющая собой сборник биографий тринадцати известных инди-рок-групп 1980-х и начала 1990-х, включая Sonic Youth, Black Flag, Minutemen и The Replacements. В 2006 году газета The Guardian назвала эту книгу одной из «50 величайших музыкальных книг, когда-либо написанных». В 2009 году журнал Paste отметил «Our Band Could Be Your Life» в числе «12 лучших музыкальных книг десятилетия». В свою очередь, редакция Los Angeles Times перечислила её к «46 рок-новеллам, обязательным к прочтению». Также, она фигурирует в списке музыкального портала Pitchfork Media «Слова и Музыка: наши 60 любимых музыкальных книг», опубликованном в 2011 году.
Помимо этого, Азеррад является автором аннотаций к ряду альбомов и DVD-дисков, в том числе: Пола Маккартни, Майлза Дэвиса, Gang of Four, Violent Femmes, Screaming Trees, Guided by Voices, Meat Puppets, The Jesus Lizard, B-52, а также к культовой телесериалу 1991 году «Fishing with John», ведущим которого был Джон Лури. Также, Азеррад читал лекции на различных музыкальных фестивалях и конвенциях, включая SXSW (США), CMJ (США), Insound (Австралия): Larm (Норвегия), Orloff 5 (Бразилия) и Incubate Festival (Нидерланды).
В 2006 году Азеррад выступил в качестве сопродюсера документального фильма о Курте Кобейне, «Курт Кобейн: О сыне». Также, он был редактором книги «See a Little Light» — автобиографии основателя групп Hüsker Dü и Sugar Боба Моулда, опубликованной в июне 2011 года.
В 2008/2009 году британская группа Tubelord использовала имя Азеррада своём сингле «I Am Azerrad», в которой есть строчка «I kill today, I’ll kill you Azerrad» (рус. Я убью сегодня, я убью тебя Азеррад), побуждая Азеррада связаться с группой и написать юмористическое эссе в Spin.

## Музыкальная карьера
С 2002 года Азеррад являлся членом ныне несуществующей инди-группы King of France, чей одноименный дебютный альбом был выпущен в 2004 году. В 2005 году вошёл в состав группы The LeeVees, подписавший контракт с лейблом Reprise Records. Летом 2009 года он стал основателем детской музыкальной группы Macaroons, чей дебютный альбом Let’s Go Coconuts был выпущен фирмой JDub Records весной 2010 года.